# Rheinbrücke Bad Ragaz
Die Rheinbrücke Bad Ragaz führt die Autobahn A13 zwischen Bad Ragaz und Fläsch über den Alpenrhein, der hier die Grenze zwischen den Kantonen Graubünden und St. Gallen bildet.
Sie steht 230 m unterhalb der Rohrleitungsbrücke und 320 m unterhalb der Eisenbahnbrücke Bad Ragaz zwischen der AS 12 Bad Ragaz und der Raststätte Heidiland bzw. der AS13 Maienfeld.

## Beschreibung
Die Autobahnbrücke überquert den Rhein in einem Winkel von 45° und in einer Kurve mit dem Radius 1000 m. Ihre Richtungsfahrbahnen haben zwei Fahrspuren und einen Pannenstreifen und sind seitlich durch Betongleitwände und durchsichtige Lärmschutzwände begrenzt.
Die 200 m lange und 25,5 m breite Brücke besteht aus zwei getrennten Bauwerken, für jede Richtungsfahrbahn eines. Sie hat drei Öffnungen, ihre ovalen Stahlbeton-Pfeiler haben Achsabstände von 58 + 82 + 58 m.
Die südliche Brücke wurde von Christian Menn entworfen und in den Jahren 1961 und 1962 errichtet. Die Spannbetonbrücke war eines der ersten seiner grossen Brückenbauten. Sie hat eine für die damaligen Verhältnisse beachtliche Stützweite des Mittelfeldes von 82 m. Die beiden Randfelder haben eine Stützweite von jeweils 58 m.
Sie hat einen einzelligen Hohlkasten mit trapezförmigem Querschnitt und einer auskragenden, damals 10,7 m breiten Fahrbahnplatte. Der Hohlkasten ist als Durchlaufträger konstruiert und wegen der Kurve schief gelagert. Seine Bauhöhe beträgt im Mittelfeld 3,25 m, über den Pfeilern 3,30 m und nimmt in den Randfeldern linear auf 2,85 m ab.
Im Zuge des Ausbaus der A13 wurde zwischen 1971 und 1972 flussabwärts direkt daneben eine gleiche Brücke gebaut.
Von 1989 bis 1991 wurden beide Bauwerke saniert und mit 2,0 m breiten Standspuren, Betongleitwäden und Lärmschutzwänden versehen. In den Hohlkästen wurden zusätzliche Spannkabel eingebaut.
2020 wurde das Bauwerk wildtierspezifisch aufgewertet. Dazu wurde auf der südlichen Hälfte des Brückenquerschnitts neben der Fahrspur ein eigens für Wildtiere gestalteter Grünstreifen von ca. 3 m Breite und eine beidseitig angeordnete Blendschutz- resp. Sichtschutzwand erstellt.